# Ivatz da Bulgária
Ivatz (em búlgaro: Ивац), também escrito como Ibatzes, foi um nobre búlgaro e comandante militar no final do século X e início do século XI. Ele serviu três imperadores da Bulgária: Samuel (r. 997 - 1014); Gabriel Radomir (r. 1014 - 1015) e João Vladislau (r. 1015 - 1018).

## História
Em 1015, Ivatz derrotou o exército bizantino na batalha de Bitola e interrompeu a campanha de Basílio II Bulgaróctono no coração do Primeiro Império Búlgaro. Após a morte de João Vladislau, sua rainha, Maria, do patriarca e de muitos nobres ao Império Bizantino. Porém, Ivatz escolheu seguir os filhos do rei, liderados por Presiano II, e muitos outros nobres dando continuidade à guerra contra os bizantinos. Sua fortaleza Vrohot estava localizada no monte Tomor, atualmente no sudeste da Albânia. O forte foi cercado pelas tropas de Basílio por 55 dias sem ser conquistada. Em agosto de 1018, Ivatz foi cercado de surpresa pelo estratego bizantino Eustácio Dafnomeles, que o derrotou e encerrou definitivamente a conquista bizantina da Bulgária.